# نیل پستمن
نیل پستمن (به انگلیسی: Neil Postman) (زاده ۸ مارس ۱۹۳۱ – درگذشت ۵ اکتبر ۲۰۰۳)، منتقد اجتماعی، نویسنده، نظریه‌پرداز ارتباطات و استاد دانشگاه نیویورک بود. وی بیشتر به دلیل انتقاد از ارتباطات جمعی، به‌ویژه تلویزیون، باتوجه به تأثیرات آن بر ذهن در حال رشد کودکان شناخته شده است. 

## زندگی‌نامه
پستمن در مارس ۱۹۳۱ متولد شد. وی حدود چهل سال استاد علوم و فنون دانشگاه نیویورک بود. او یکی از منتقدان و صاحب‌نظران پرآوازه در عرصه رسانه و تکنولوژی می‌باشد. از پستمن حدود ۲۰ کتاب و بیش از ۲۰۰ مقاله به چاپ رسیده است. مشهورترین (و بحث برانگیزترین) اثر وی سرگرم کردن خود تا سرحد مرگ (۱۹۸۵) بود، با موضوعی علیه تلویزیون و اینکه چگونه همه چیز را به سرگرمی‌های پیش پا افتاده تبدیل می‌کند(از جمله آموزش و اخبار). 
وی در پنجاه و یک سالگی، کتابی به نام نابودی کودکی (۱۹۸۲) را منتشر کرد و در آن شرح داد که تلویزیون با از میان برداشتن مرز بین آگاهی کودکان و بزرگسالان، از یک سو خصلت کودکانه کودکان را کاهش می‌دهد و از سوی دیگر از بلوغ فکری و فرهنگی بزرگسالان می‌کاهد. 
پستمن در کتاب معروف زندگی در عیش و مردن در خوشی (۱۹۸۶) که به بیش از ده زبان ترجمه شده است به بررسی وتحلیل و نقادی گسترده تلویزیون در بستر فناوری جدید می‌پردازد. 
وی جوایز معتبر بسیاری دریافت داشته‌است. از جمله جایزه Christian Lindback، به‌خاطر کیفیت عالی در تدریس و آموزش و نیز جایزه جورج اورول (۱۹۸۷)، به دلیل بیان و قلم شفاف و روشن.
نیل پستمن در ۷۲ سالگی و در سال ۲۰۰۳ میلادی به دلیل ابتلا به سرطان ریه درگذشت.

## نظریه‌ها
پستمن از دیدگاهی به شدت تحت‌تاثیر مارشال مک‌لوهان، نظریه‌پرداز و متفکر کانادایی و همچنین اقتصاددان سیاسی، هارولد اینیس بود. بخشی از مهم‌ترین تفکرات او به شرح زیر است:
- رسانه، پیام است ( The medium is the message ) وی با وام گرفتن از مک‌لوهان، توضیح داد که هر رسانه (تلویزیون، رادیو، تایپوگرافی، بیان شفاهی) پیام را تغییر می دهد و بر آن تاثیر می‌گذارد. برای مثال اخبار روزنامه و تلویزیون حتی اگر موضوع یکسانی داشته باشند، دارای دو پیام متفاوت هستند.
- آموزش ≠ سرگرمی ( Education ≠ entertainment ) نمایش‌هایی مانند سسمی استریت مدرسه را تضعیف می‌کند زیرا کودکان را تشویق می‌کند که مدرسه را دوست داشته باشند فقط اگر مدرسه مانند سسمی استریت باشد. مدرسه درباره سوال پرسیدن است؛ تلویزیون در مورد مصرف منفعل. مدرسه در مورد توسعه زبان است؛ تلویزیون توجه به تصاویر را می طلبد، همیشه سرگرم کننده است و در آن آموزش جدی نیست. پستمن نسبت به برابر دانستن تحصیل و سرگرمی ابراز تاسف می‌کرد، و معتقد بود با این کار کودکان هرگز آموزش جدی مدرسه را یاد نمی‌گیرند.
- نحوه گفتگو ما، تفکر ما است. ( How we talk is how we think ) "هر تغییر اساسی در شیوه گفتگو می تواند به تغییر دیدگاه منجر شود." از این‌رو، بر سر برچسب‌ها و عناوین، جنگی بر پا است - اینکه کسی حامی سقط جنین است، طرفدار حق انتخاب یا حامی زندگی خوانده شود، همجنس‌باز یا همجنس‌گرا، میهن پرست یا تروریست و غیره. کلماتی که ما استفاده می کنیم معانی را منتقل می کنند، پس اگر بتوانید دیگران را متقاعد کنید که از کلمات مورد نظر شما استفاده کنند، به دنبال آن دیدگاه‎ها هم تغییر خواهد کرد.
- فناوری، یک شمشیر دو لبه است ( Technology is a doubled-edged sword ) فناوری می بخشد و می‌برد. چاپ به ما اجازه داد تا بهتر دانش را تدوین و منتقل کنیم اما در ازای آن خاطرات خود را کنار گذاشتیم. تلفن همراه به ما ارتباطی دائمی داد اما اکنون، حواسمان همیشه پرت آن است. [۷]

## دین، فناوری و تلویزیون
این محقق برجسته امریکایی معتقد است که فناوری تأثیرات شگرف بر ذهن و زندگی بشر می‌گذارد؛ تأثیراتی که لزوماً همواره مثبت نیست. او با دقت، این تأثیرات را تحلیل و بررسی کرده و بر همین اساس به نقد جایگاه تلویزیون به ویژه در آمریکا و نقش منفی آن در ذهن و عمل مردم می‌پردازد.

### تلویزیون
او بر آن است که تلویزیون هر چیزی را در چهارچوب استراتژی سرگرمی و تفریح ارائه می‌کند و هنگامی خطرناک می‌شود که بکوشد امور مهمی چون دین و هنر و سیاست و تاریخ و علم و نظایر آنها را در قالبی تصویر محور و به شکلی سرگرم‌کننده عرضه کند. پستمن منتقد جدی ارائه دین در تلویزیون یا به تعبیر خودش «دین تلویزیونی» است. وی در نهایت به این نتیجه می‌رسد که تلویزیون بنا به ماهیت خود تصوری این جهانی از امور ارائه می‌دهد و نمی‌تواند شرایط لازم برای ایجاد حالات معنوی و تجربیات دینی را فراهم آورد.

## کتاب‌ها
- نابودی کودکی (۱۹۸۲)

نیل پستمن در این کتاب این نظر را مطرح می‌کند که تلویزیون با برداشتن مرز بین آگاهی کودکان و بزرگسالان، از یک سو خصلت کودکانه کودکان را کاهش می‌دهد و از سوی دیگر، از بلوغ فکری و فرهنگی بزرگسالان می‌کاهد. به گمان او تلویزیون، دنیای کودکان و بزرگسالان را به هم می‌پیوندد و اطلاعات و تصاویری در اختیار کودکان قرار می‌دهد که روزگاری تنها در اختیار بزرگسالان بود.
پستمن در کتاب نابودی کودکی، معتقد است که دوران کودکی اساساً یک برساخت اجتماعی است. منشأ آن به رسانه مکتوب و توسعه سوادآموزی باز می‌گردد که تفکیک گروه‌ها به کودکان و بزرگسالان را امکان‌پذیر می‌کرد. با این وجود تلویزیون به واسطه تصویرگری و دسترسی غیر تفکیک شده به آن، شکاف بین دوران کودکی و بزرگسالی را تا حد زیادی از بین برده است. این بر خلاف رسانه‌های مبتنی بر کلمه است که مخاطبان را با توجه به عواملی مانند سن یا سطح رشد، تفکیک می کنند.
- زندگی در عیش، مردن در خوشی (۱۹۸۶)

در کتاب معروف زندگی در عیش، مردن در خوشی (۱۹۸۶) که به بیش از ده زبان ترجمه شده‌است به بررسی و تحلیل و نقادی گسترده تلویزیون در بستر فناوری جدید می‌پردازد.
- تکنوپولی، تسلیم فرهنگ به تکنولوژی (۱۹۹۲)

چگونگی تسلیم فرهنگ به تکنولوژی را بیان می‌کند و می‌پرسد از چه موقع، چرا و چگونه تکنولوژی دشمن خطرناکی برای بشر شد.
- ساختن پلی به قرن هجدهم
- مخالفت با وجدان
- پایان تحصیلات
- چگونه اخبار تلویزیون را تماشا کنیم